# Słoja
Słoja – wieś w Polsce położona w województwie podlaskim, w powiecie sokólskim, w gminie Szudziałowo.

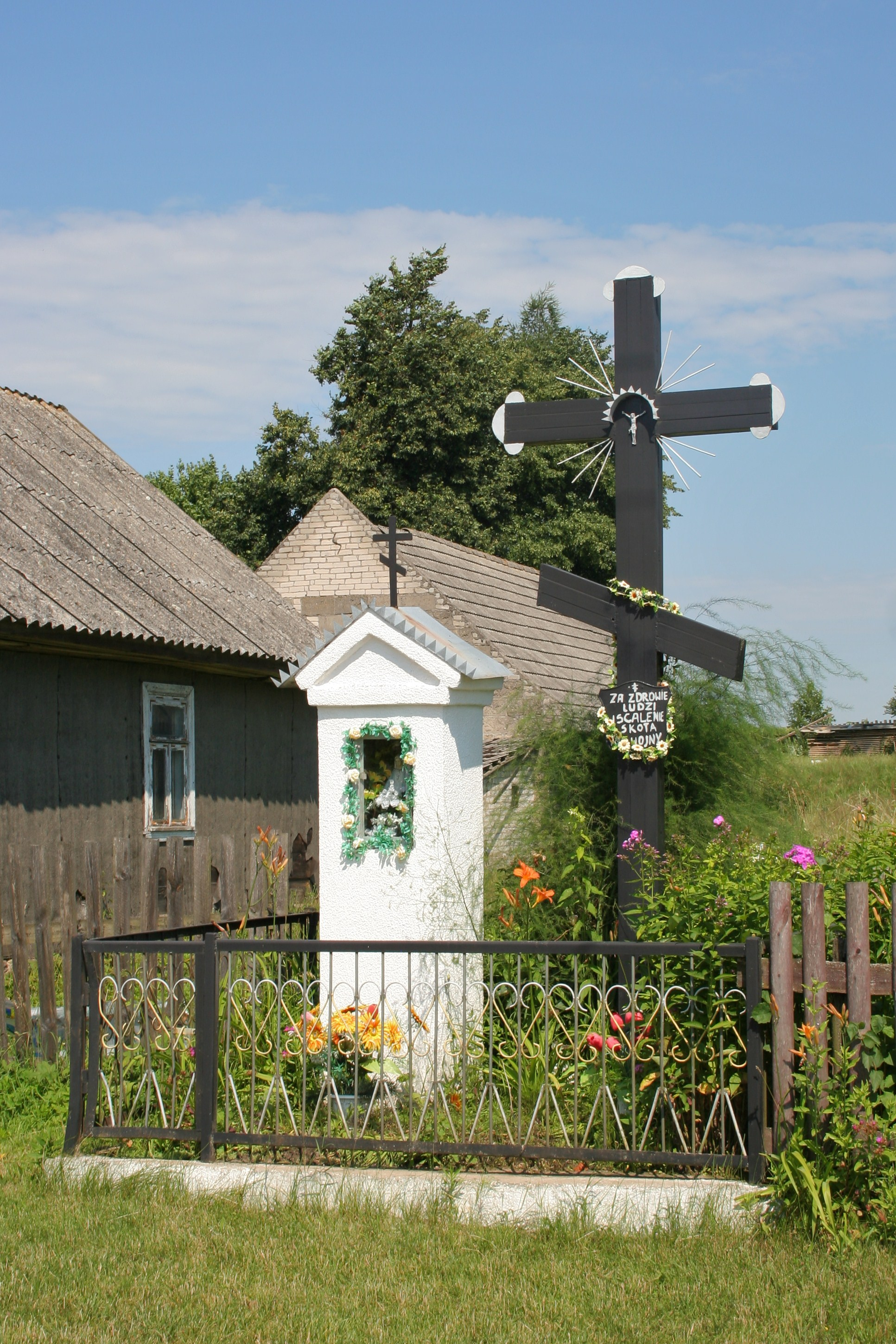
Prawosławna kapliczka
i krzyż wotywny

## Historia
Wieś królewska ekonomii grodzieńskiej położona była w końcu XVIII wieku w powiecie grodzieńskim województwa trockiego Wielkiego Księstwa Litewskiego.
Między rokiem 1916 a 1918 w Słoi powstała szkoła powszechna z białoruskim językiem nauczania. Była to jedna z pierwszych tego typu placówek oświatowych na Białostocczyźnie.
Według Pierwszego Powszechnego Spisu Ludności, przeprowadzonego w 1921 r., wieś Słoja liczyła 51 domów i zamieszkiwana była przez 235 osób (121 kobiet i 114 mężczyzn). Wszyscy mieszkańcy miejscowości zadeklarowali wówczas białoruską przynależność narodową oraz wyznanie prawosławne.
W latach 1975–1998 miejscowość administracyjnie należała do województwa białostockiego.

## Inne
Prawosławni mieszkańcy wsi podlegają parafii pw. Św. Apostołów Piotra i Pawła w niedalekim Samogródzie